# Мошняги
Мошня́ги — село в Балтском районе Одесской области. Расположено в 10 километрах от районного центра Балта. На юге граничит с селом Семено-Карповка, на востоке с селом Мироны, на севере с селом Оленевка и на западе с селом Кармалюковка .